# Gymnelia carabayana
Gymnelia carabayana är en fjärilsart som beskrevs av Rothschild 1911. Gymnelia carabayana ingår i släktet Gymnelia och familjen björnspinnare. Inga underarter finns listade i Catalogue of Life.